# Isla Grande de Tierra del Fuego
Isla Grande de Tierra del Fuego (český doslovný překlad „Velký ostrov Ohňové země“) je největší ostrov Jižní Ameriky, který se nachází na jihu kontinentu v tzv. Ohňové zemi a od pevniny (Brunšvického poloostrova) jej dělí Magalhãesův průliv. Ostrov je rozdělen mezi dva státy, západní polovina patří Chile a východní Argentině. Největším městem ostrova je Río Grande, které je považovano za jedno z nejjižnějších velkých měst na světě. Od pevniny jihoamerického kontinentu je ostrov oddělen Magalhãesovým průlivem, průliv Beagle odděluje Isla Grande de Tierra del Fuego od ostrovů Navarino a Hoste na jihu.

## Geografie

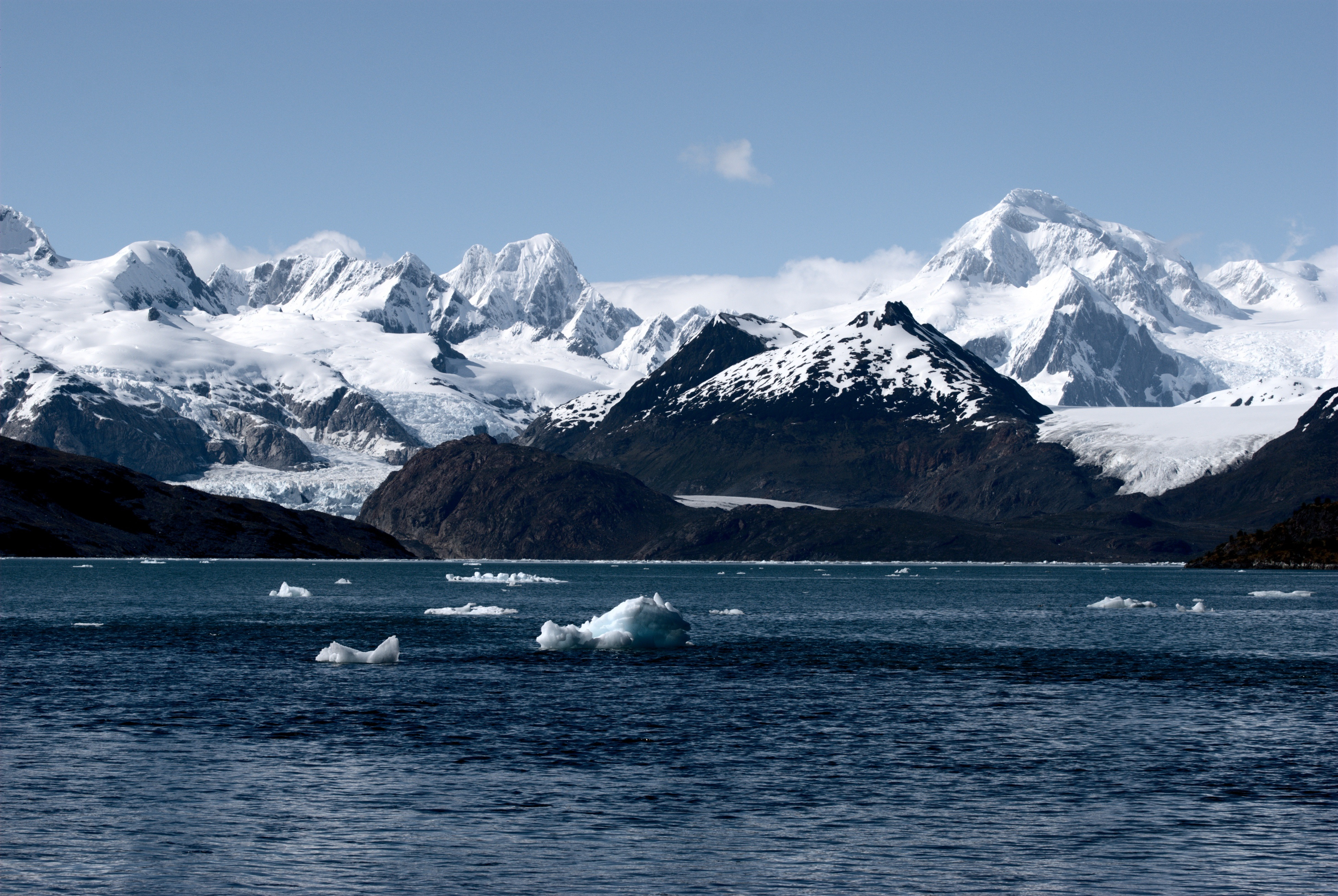
Darwinovo pohoří na jihozápadě ostrova

Severní a jižní části ostrova jsou velmi odlišné, v severní a ve středu východní části ostrova je terén rovinatý až lehce kopcovitý, kde kopce dosahují do 300 m n. m. V severní části ostrova je výrazné údolí Río San Martin, které se táhne se od zálivu Bahía Inútil až po protější záliv Bahía San Sebastián. Střední a jihovýchodní část ostrova má podobný terén jako sever ostrova, ale na rozdíl od severu, který pokrývají jen suché pampy, je zde i mnoho suchých lesů a v pampách na jihu ostrova roste vyšší tráva než na severu. Jihozápad ostrova je velmi hornatý, rozkládá se zde vysoké ostré Darwinovo pohoří a hluboká údolí, ve kterých jsou běžné listnaté lesy mírného pásma a v nejvyšším pohoří s horskými údolími se táhnou ledovce klesající až do moře. Pobřeží na jihozápadě ostrova se od pobřeží na zbytku ostrova odlišuje svou extrémní členitostí způsobenou množstvím fjordů. Na jihozápadě leží v hlubokém horském údolí největší jezero ostrova, Fagnano. Hory na jihozápadě mají povětšinou od 500 do 1500 m n. m. Na ostrově je mnoho dalších větších i menších jezer a největší řeka je Río Grande. Jihozápadní hornatá oblast je také velmi náchylná k silným zemětřesením, například v roce 2010 zde bylo zemětřesení o síle 6,3 Richterovy stupnice.

## Demografie
Většina obyvatel ostrova jsou Argentinci, kterých je 127 002, Chilanů je 6 904. Celkem tedy žije na ostrově 133 902 obyvatel. Toto sčítání, jak se později ukázalo, mělo několik závažných chyb a tak se odhaduje počet Argentinců na více než 180 000. Původní obyvatelé tohoto ostrova, tedy Indiáni, měli oproti běžnému dnešnímu člověku průměrnou tělesnou teplotu o 1 °C vyšší, což jim pomáhalo žít v chladném podnebí.

### Největší města podle počtu obyvatel
Na ostrově jsou dvě největší města s více než 50 000 obyvateli, dvě malá města a zbytek jsou vesnice, malé osady a samoty. Zde je seznam největších měst ostrova seřazený podle počtu obyvatel.
| Název města    | Počet obyvatel | k roku |
| -------------- | -------------- | ------ |
| Río Grande     | 66 475         | 2010   |
| Ushuaia        | 56 593         | 2010   |
| Porvenir       | 5 078          | 2002   |
| Tolhuin        | 2 626          | 2010   |
| Cerro Sombrero | 687            | 2002   |
| Puerto Almanza | 100            | 2010   |

## Příroda

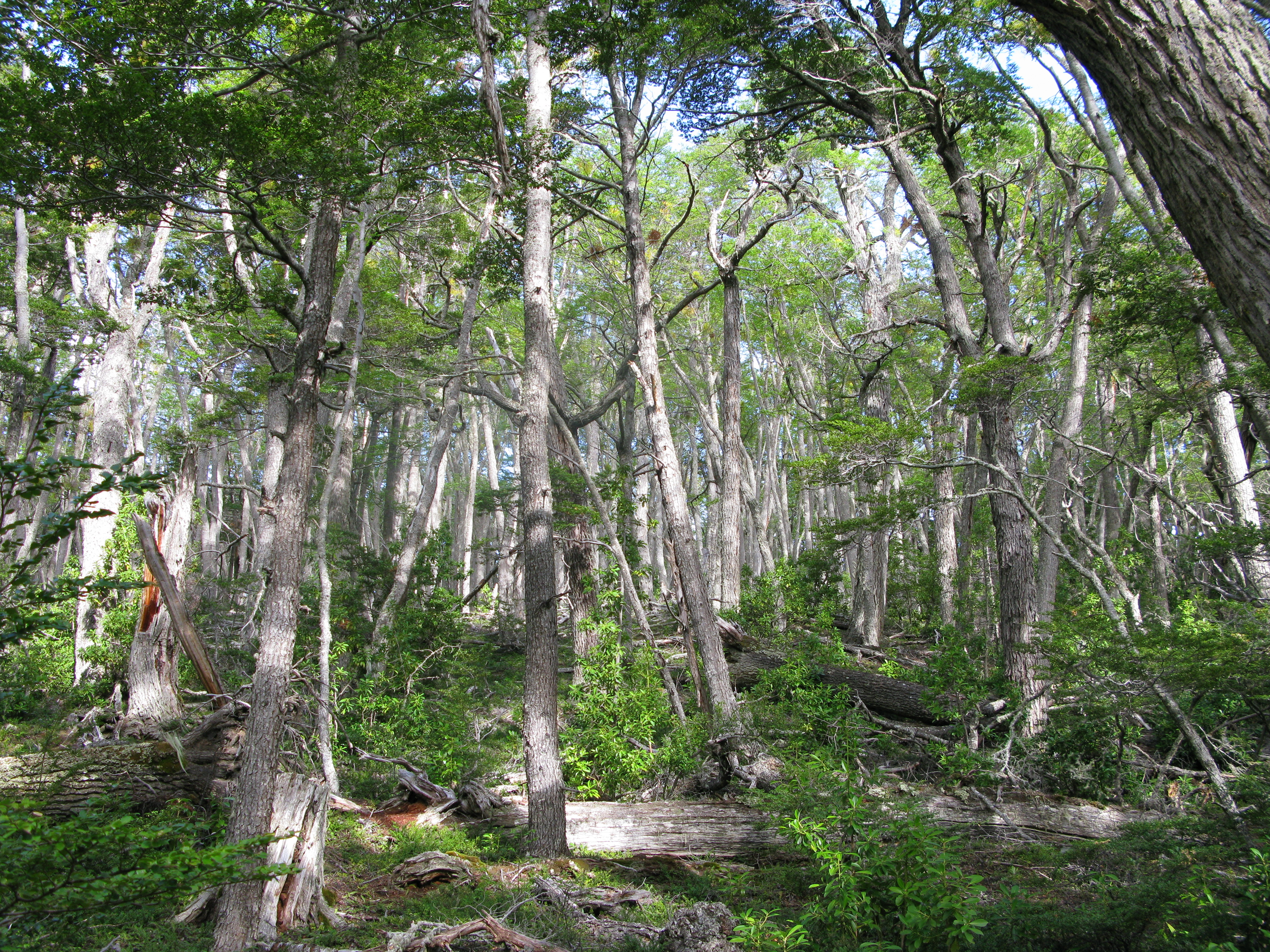
Les v horských oblastech na jihozápadě

### Flóra
Na severu a ve střední části východu ostrova jsou suché stepi, plné trsů různých trav, mezi kterými se najde také pampeliška. Nejčastější druh trávy je tu Festuca gracillima. Jednotlivé druhy trav se vyskytují podle oblasti a s tím souvisejícího množství srážek. Ve střední a jihovýchodní části ostrova jsou také stepi, ale i lesy uzpůsobené suchému podnebí. Konkrétně jsou nejčastější stromy s malými listy, jako jsou třeba druhy Festuca gracillima a Nothofagus betuloides. V horských údolích na jihu ostrova najdeme běžné listnaté opadavé lesy mírného pásma, velmi podobné těm na severní polokouli, které rostou mimo jiné také v Česku. V lesích někdy rostou i keře jako jahodník nebo dřišťál (keř plodící jedlé plody, které se vzhledově podobají švestkám domácím. Teploty jsou pro stromy na hranici snesitelnosti, protože průměrná lednová teplota (na jižní polokouli je v lednu vrchol léta) dosahuje jen 10°C. Na některých místech je velmi silný vítr, který dokáže stromy trvale zkřivit.

### Fauna
Z původních druhů na ostrově žijí guanako, endemický poddruh psa horského (lycalopex culpaeus lycoides), tukotuko, na pobřeží žijí v době rozmnožování lachtani, tuleni a rypouši sloní. V okolních vodách se vyskytuje mnoho kytovců. Jediný plaz, který žije na tomto ostrově je zástupce rodu liolaemus. Oproti tomu na pobřeží žije velké množství hlavně mořských ptáků.

## Podnebí
Podnebí i krajina jsou v různých částech ostrova odlišné. Na jihu ostrova je podle Köppenovy klasifikace podnebí typ klimatu Subpolární oceánické podnebí a na severu semiaridní studené podnebí. Celkově je průměrná letní teplota v lednu mimo oblasti s vysokou nadmořskou výškou okolo 10 °C, a v červenci okolo 0 °C. Sever ostrova je suchý, s teplejšími léty a studenými zimami. V těchto oblastech dosahují letní teploty až 25 °C, a nejsilnější mrazy jsou okolo -10 °C, srážek je zde málo, zhruba 200 – 400 mm ročně. Počasí je často slunečné a to způsobuje vysoké výkyvy teplot a i v létě klesají teploty často do blízkosti bodu mrazu. V pásu táhnoucím se od severozápadu po jihovýchod je srážek více, 400 – 600 mm ročně a podnebí velmi podobné jako v severní části. Na jihozápadě jsou vysoké hory, a proto je tam srážek podstatně více, a to od 1000 do 3000 mm ročně. V létě zde bývá (v nízké a střední nadmořské výšce) maximálně okolo 20 °C, ale bývají i letní dny, kdy nejvyšší teploty nepřesáhne ani 10 °C, zimy jsou mírné a v nejstudenějších dnech je okolo 0 °C. Zvláštní teploty jsou v zimě (v létě je zde také teplota maximálně okolo 20 °C) v horských údolích (nízké a střední nadmořské výšky), kde mohou být velmi silné mrazy v rozmezí -10 až -20. Na horách je sněhová pokrývka běžná i v létě. Sněžení je na celém ostrově v zimě běžné, i když během zimy nastávají časté oblevy. Ostrov je mimo jiné dobře znám svými silnými větry.

## Historie
Člověk (konkrétně Indiáni) se tady poprvé objevil 1000 let př. n. l. a obýval severní část ostrova. První Evropan se na ostrov dostal 21. srpna 1520, byl to Fernão de Magalhães, který si původně myslel, že objevil Terra Australis. Španělský král Karel V. dal tomuto ostrovu později jméno, které v překladu znamená Ohňová země, díky tomu, že Magalhães viděl při připlutí na pobřeží mnoho rozdělaných ohňů u kterých se hřáli Indiáni. Indiáni byli oblečeni jen lehce a oheň, který je hřál, nosili stále s sebou. Ostrov byl prozkoumáván dalších 100 let a teprve v roce 1624 zjistil Jacques L'Hermite, že jde o ostrov, potom co se mu ho podařilo obeplout. V červenci 1876 se dohodlo Chile s Argentinou, že si ostrov rozdělí napůl, a to přesně podél rovnoběžky 68° 34 'W. Až v po roce 1840 začali ostrov výrazně osidlovat Evropané, začali tam provozovat zemědělství a tím dělali škody Indiánům. V roce 1841 zde nastala zlatá horečka a to mělo také negativní dopad na původní obyvatele. V souvislosti se zlatou horečkou byla krátce na to založena dnešní větší města, jen Río Grande bylo založeno původně jako zemědělská kolonie.

### Železnice
V roce 1909 byla postavena jediná železnice na tomto ostrově, po které se přepravovalo dříví do nedaleké věznice a fungovala až do roku 1952. Tato železniční trať je 8 km dlouhá a od roku 1994, kdy byla opět uvedena do provozu, je z ní oblíbená turistická atrakce. Trať je stále v plně v provozu a jezdí na ní turistické parní vlaky. Je považována za nejjižnější železniční trať na světě.

## Fotogalerie

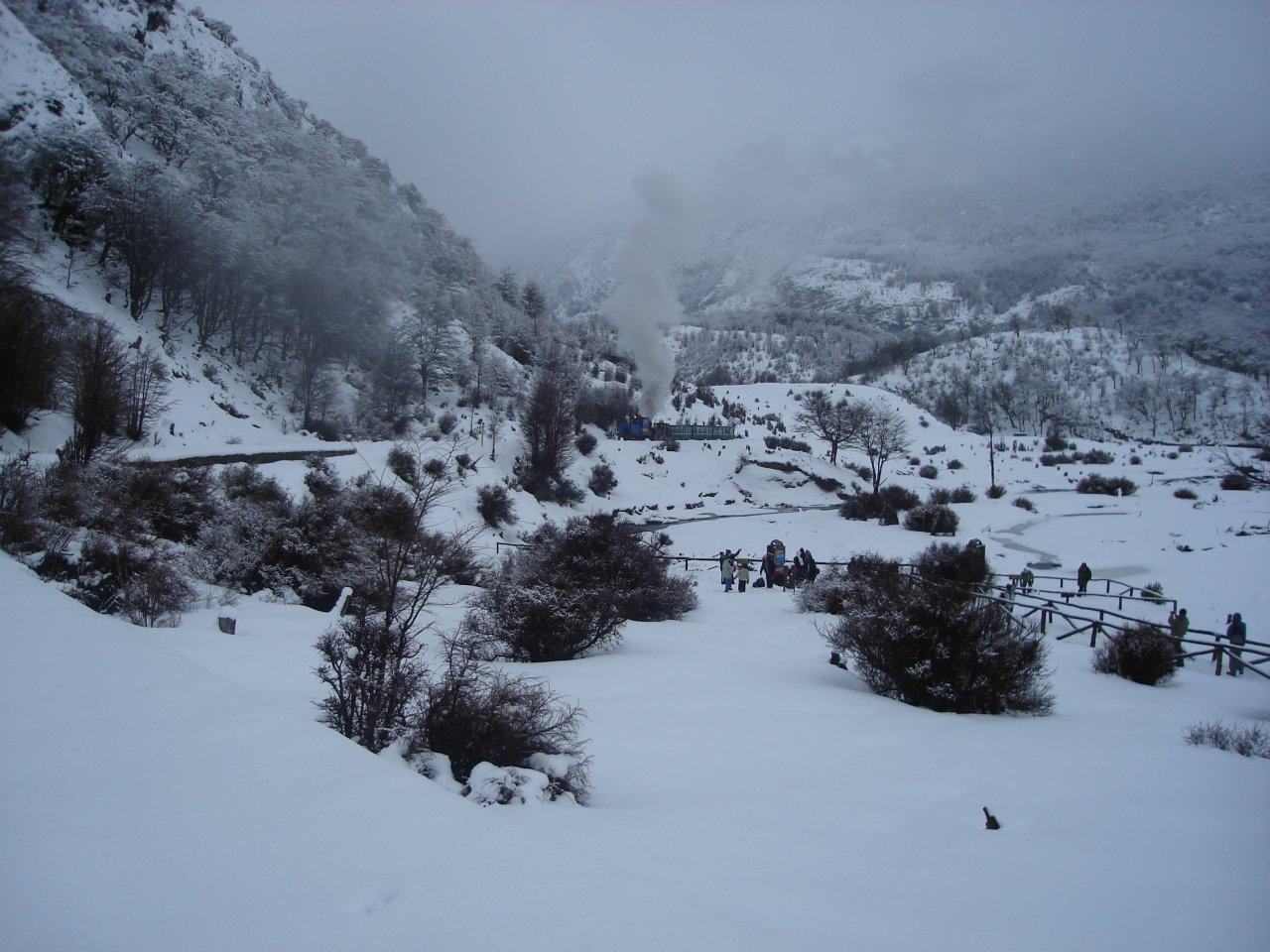
horská zimní krajina
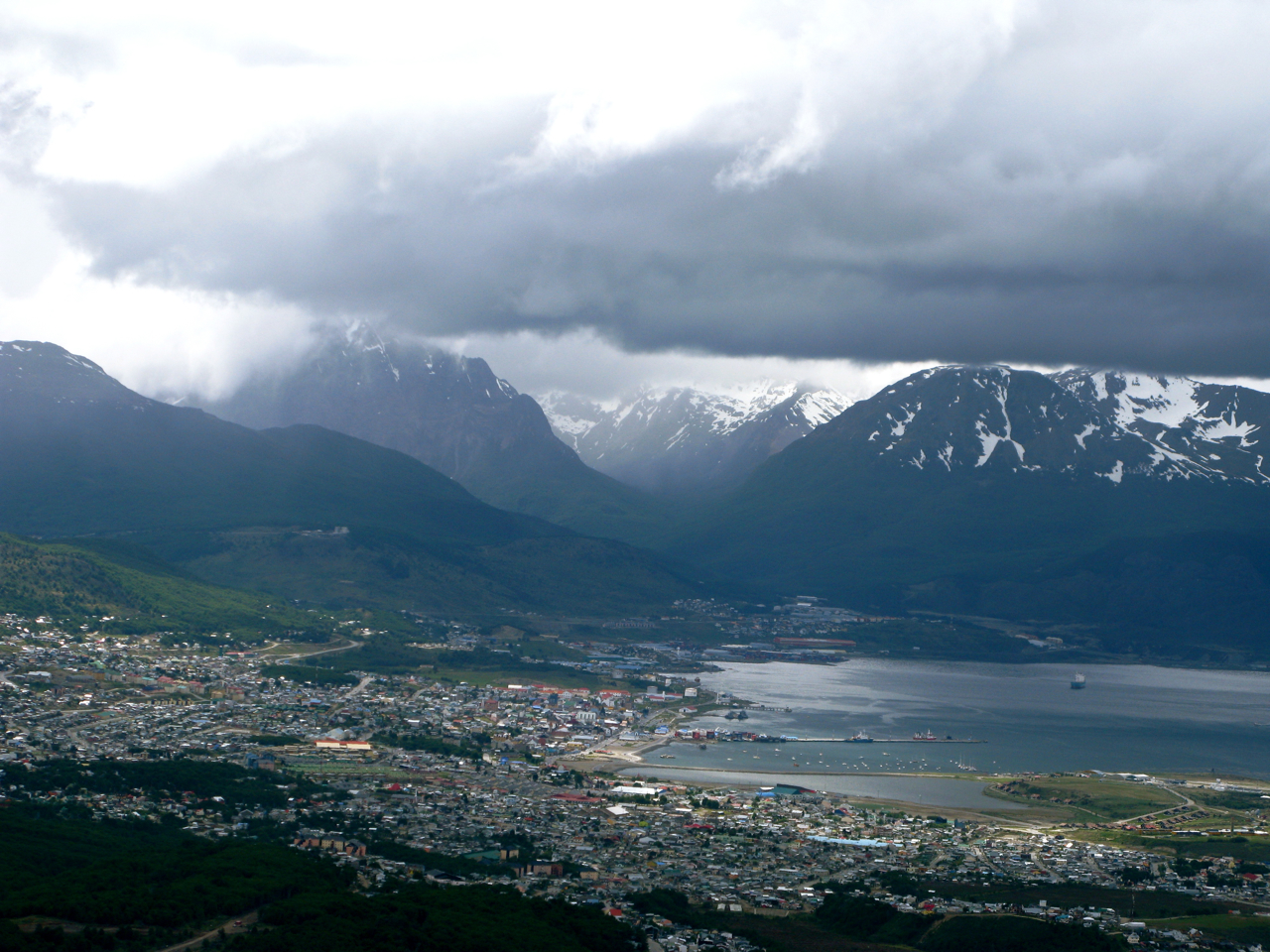
město Ushuaia
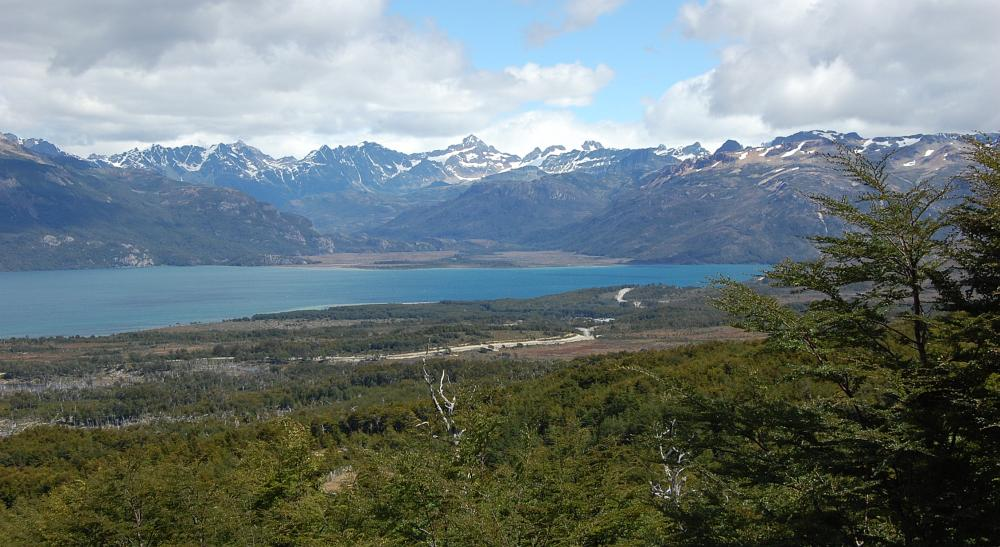
jezero Fagnano
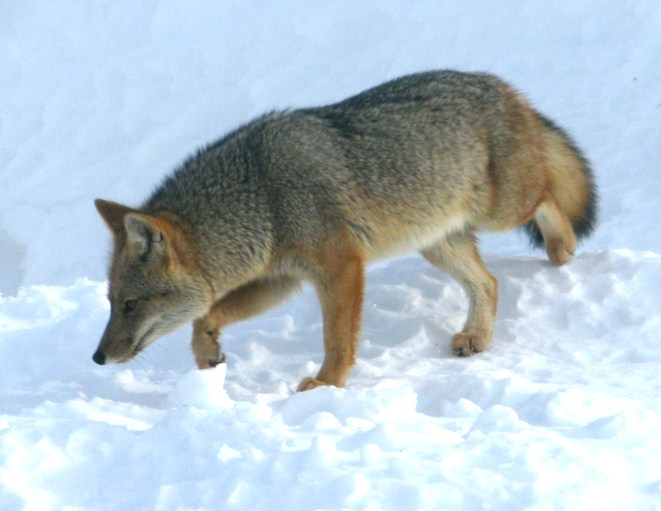
pes horský